# 体上の多元環
数学において体上の代数あるいは多元環（たげんかん、英: algebra）とは、双線型な乗法を備えた線型空間である（ゆえに「線型環」ともいう）。すなわちベクトル空間とその上の乗法と呼ばれる二項演算——つまり二つのベクトルから第三のベクトルを作り出す操作——とからなり、乗法がベクトル空間の構造と（分配律などの）適当な意味で両立するような代数的構造である。したがって、体上の多元環は、加法と乗法および体の元によるスカラー倍とを演算として備えた集合である。
定義における係数の体を可換環に取り換えることにより、体上の多元環の一般化として環上の多元環の概念を得ることもできる。
文献によっては、単に「多元環」（あるいは「代数」）と言えば単位的結合多元環を指すこともあるが、本項ではそのような制約は課さない。

## 定義と動機付け

### 簡単な例
任意の複素数は、実数 a, b と虚数単位 i を用いて a + bi の形に一意的に書くことができる。言い換えれば、複素数は実数体上のベクトル (a, b) として表現できる。したがって複素数の全体は二次元の実ベクトル空間をなし、加法とスカラー乗法は a, b, c, d を実数として、(a, b) + (c, d) = (a + c, b + d) および c(a, b) = (ca, cb) で与えられる。ここで、二つのベクトルの積を記号 "⋅" で表すことにすれば、複素数の積は (a, b)⋅(c, d) = (ac − bd, ad + bc) によって定義される。
以下の主張は複素数の基本性質である。ここで z1, z2, z3 は複素数、α は実数を表すものとする。
- 複素数の乗法は複素数の加法に対して分配的である: (z1 + z2)z3 = z1z3 + z2z3.
- 複素数の乗法は実数によるスカラー乗法と可換である: (αz1)z2 = α(z1z2) = z1(αz2).

この例は、次節における体 K として実数全体の成す体 R をとり、ベクトル空間 A として複素数の全体を考えたときに適合する。

### 定義
K は体、A を K 上のベクトル空間で付加的な二項演算 "⋅": A × A → A, (x, y) ↦ xy を持つものとする（x, y を A の任意の元とするとき、xy をそれらの積と呼ぶ）。このとき、A が K 上の多元環であるとは、A の任意の元 x, y, z と K の任意の元（スカラー）α について、以下の条件
- 左分配律: (x + y) z = xz + yz
- 右分配律: x(y + z) = xy + xz
- スカラー律: (αx)y = α(xy) = x(αy)

を満足するときに言う。このときの二項演算 "⋅" は、ふつう A 上の乗法と言い、これらの三公理はまとめて、乗法の双線型性と呼ばれる。K 上の多元環は、短く K-多元環とも呼び、また K は多元環 A の係数体 (scalar field) または基礎体 (base field, ground field) という。
本項においては、規約として多元環の元の乗法が結合的であることは仮定しないが、文献によっては結合的なものを単に「多元環」と呼んでいる場合があるので注意を要する。
また、（先の複素数の例などのように）ベクトル空間の上の乗法が可換であるときには、左分配性と右分配性とはまったく一致する条件であるが、一般に非可換である場合には（後述する四元数の例のように）両条件は同値ではない。したがって、これらは別々に要請されるべき公理であることに注意を要する。

### 動機付けとなる例
実数全体 R を一次元ベクトル空間と見ると、乗法と両立するから、自分自身の上の一次元多元環になる。先ほどは複素数の全体が実数体 R 上の二次元ベクトル空間で、さらに R 上の二次元多元環となることを見た。これらはともに、任意の非零ベクトルが逆元を持つ。同様にして三次元の実ベクトル空間で、任意の非零元が逆元を持つようなもの（多元体）はあるかと問うのは自然なことであるが、答えは否定的である（ノルム多元体を参照）。
実三次元の（多元体）は存在しないが、1843年にハミルトンにより定義された四元数の全体には乗法だけでなく除法も定義できる。これは今日では実四次元の多元体の例として有名である。任意の四元数を (a, b, c, d) = a + bi + cj + dk のように書くことができる。複素数の場合と異なり、四元数の全体は非可換多元環の例を与える（例えば ij = k だが ji = −k である）。する（注：近年は体の定義として加法と乗法について可換であることを課すのが普通となり、四元数のような非可換の乗法を持つ環の場合には除法が定義できても「体(field)」であるとは云わずに「斜体(skew field)」と称して体には含めなくなってきている。）
四元数のほかにも、体上の多元環の簡単な例として超複素数系がいくつか得られる。

## 基本概念

### 多元環の準同型
K-多元環 A, B に対して、K-多元環の準同型 (algebra homomorphism) とは、K-線型写像 f: A → B であって、A の任意の元 x, y について f(xy) = f(x)f(y) を満たすものを言う。K-多元環全体の成す空間はしばしば
{\displaystyle \operatorname {Hom} _{K{\text{-alg}}}(A,B)}
のように書かれる。K-多元環の同型とは全単射な K-多元環の準同型を言う。互いに同型な多元環は実際上は表し方が違うだけの同じものであると考えられる。

### 部分多元環とイデアル
体 K 上の多元環の部分多元環 (subalgebra) とは、部分線型空間であって、さらにその空間の任意の二元の積がふたたびその空間に属するようなものを言う。言い換えれば、部分多元環は加法と乗法及びスカラー乗法に関して閉じているような部分集合である。記号で書けば、K-多元環 A の部分集合 L が部分多元環であるとは、任意の x, y ∈ L と c ∈ K に対して xy, x + y, cx ∈ L が成り立つことである。
先の複素数の例を実数体上二次元の多元環と見做せば、実数直線は一次元の部分多元環になる。
K-多元環の左イデアル (left ideal) は、部分線型空間であって、その空間の各元に多元環の任意の元を左から掛けて得られる元が常にその空間に属するという性質を持つものを言う。記号で書けば、K-多元環 A の部分集合 L が左イデアルであるとは、L の任意の元 x, y と A の任意の元 z および K の任意の元について、以下の条件
1. 加法の閉性: x + y ∈ L
2. スカラー乗法の閉性: cx ∈ L
3. 任意左乗法の閉性: zx ∈ L

をすべて満足することをいう。最後の条件を「任意右乗法の閉性 xz ∈ L」に取り換えれば右イデアル (right ideal) の定義を得る。両側イデアル (two-sided ideal) は左イデアルでも右イデアルでもあるような部分集合を言う。単に「イデアル」と言った時には、両側イデアルの意味であるのが普通である。もちろん、多元環が可換であるときには、これらのイデアルの概念はいずれも一致してしまうので、この場合は単にイデアルと呼ぶ。上二つの条件は L が A の部分線型空間であることを言うものであることを指摘しておく。また最後の条件からは、任意の左および右イデアルが部分多元環となることがわかる。
いま定義したイデアルの概念が、環のイデアルとは異なる概念であることに留意することは重要である（スカラー倍に関する条件が加わっている）。もちろん、考える多元環が単型であるときには、スカラー倍に関する条件は最後の条件に含まれる。

### 係数拡大
係数体 K を含むより大きな体 F, すなわち体の拡大 F/K が与えられたとき、自然な仕方で K 上の多元環から F 上の多元環が構成できる。これはベクトル空間の係数体をより大きな体に取り換えるのと同じ構成法、つまりテンソル積 VF = V ⊗K F を作ることで与えられる。つまり、A が K 上の多元環ならばテンソル積 AF = A ⊗K F は F 上の多元環である。

## 多元環の種類と例
体上の多元環にはいくつか種類がある。以下に挙げる多元環の種類はある種の公理、例えば一般の多元環の定義には含まれていない乗法の可換性や結合性など、を追加で要求することで特定される。これらの多元環についての理論は、それぞれの多元環の種類によって、大きく趣を異にするものとなる。

### 単位的多元環
多元環が単位的または単型 (unital, unitary) であるとは、それが単位元または単元を持つことを言う。すなわち、多元環の元 I が存在して、全ての元 x に対して Ix = x = xI を満たす。単位元を持たない多元環はある標準的な方法で構成される単位的な多元環に余次元1のイデアルとして含まれる。

### 零多元環
多元環が零多元環 (zero algebra) とは、任意の元 u, v に対して uv = 0 となることを言う。ただ一つの元からなる多元環（自明な多元環）を零（多元）環と呼ぶこともある（それはいま言う意味での零環でもある）が、混同してはならない。零環は本質的に（自明環でなければ）単位的でなく、しかし結合的かつ可換である。
単型零環 (unital zero algebra) は、体（あるいはより一般の環）k と k-線型空間（加群）V との直和をとり、V の二元の積が常に零ベクトルであるものと定めて得られる。即ち、λ, μ ∈ k および u, v ∈ V ならば (λ + u)(μ + v) = λμ + (λv + μu) となる。e1, …, ed が V の基底であるとすれば、単型零環は多項式環 k[e1, …, en] の全ての対 (i, j) に対する eiej の全体が生成するイデアルによる剰余環である。
単型零環の一例として、二元数 ∧R は R とその上の一次元ベクトル空間から得られる単型 R-零環である。
これら単型零環は、多元環の任意の一般性質を線型空間や加群の性質に読み替えることができる点でより一般に有効な概念である。例えば、ブルーノ・ブッフバーガーが導入したグレブナ基底は、体上の多項式環 R = k[x1, …, xn] のイデアルに対する生成系の理論であるが、自由 R-加群上の単型零環の構成を考えることによって、自由加群の部分加群に対するグレブナ基底の理論を直接的な拡張として持ち込むことができる。この拡張は、部分加群のグレブナ基底の計算に関して、何らの修正を経ることなく、イデアルのグレブナ基底計算のアルゴリズムやソフトウェアをそのまま使うことを許す。

### 結合多元環
- 体（または可換環）K 上の n-次全行列環。ここで乗法は通常の行列の積を考える。
- 群多元環は群を基底とするベクトル空間で、多元環としての乗法は群の乗法の線型な拡張である。
- 体 K 上の多項式全体 K[x] は可換多元環になる。
- 函数環: 例えば区間 [0, 1] 上で定義された実数値連続函数全体の成す R-多元環や、複素数平面内のある開集合上定義された正則函数全体の成す C-多元環など。いま挙げた例はともに可換多元環である。
- 接合環はある種の半順序集合から構築される。
- （例えばヒルベルト空間上の）線型作用素環: ここでは多元環の積として作用素の合成をとる。今の例では位相も入っていて（そのほとんどは台となるバナッハ空間の上で定義されるものだが）バナッハ環になる。さらに対合も与えられているなら、B*-環やC*-環の概念も導かれる。これらは函数解析学に属する主題である。

### 非結合多元環
体 K 上の非結合代数あるいは分配多元環とは、K-線型空間 A とその上の K-双線型写像 A × A → A の組を言う。ここで「非結合的」というのは、結合性を仮定しないという意味であって、結合的であることを排除しない。即ち、「非可換」が「必ずしも可換でない」の意味であるのと同様に、ここでの非結合的」は「必ずしも結合的でない」の意味である。
以下、個別の項目において詳述する：
- 八元数環
- リー代数
- ジョルダン代数（英語版）
- 交代代数
- 柔軟代数（英語版）
- 冪結合多元環（英語版）

## 環と多元環
単位元を持つ結合的 K-多元環の定義は、しばしば別なやり方で与えられる。この場合の体 K 上の多元環とは、環 A であって、その像が中心に含まれている環準同型
{\displaystyle \eta _{A}\colon K\to A}
を備えるものを言う。ηA が体上定義された環準同型であるということは、A は自明環かさもなくば ηA は単射である。この定義は、スカラー乗法を
{\displaystyle K\times A\to A;\quad (k,a)\mapsto ka:=\eta _{A}(k)a}
で定めて、定義節で与えた定義と同値になることが確かめられる。このようにして二つの単位的 K-結合多元環が与えられたとき、単位的 K-多元環準同型 f: A → B とは、環準同型であってさらにスカラー乗法と可換、すなわち K の各元 k と A の各元に対して
{\displaystyle f(ka)=kf(a)}
を満たすものを言う。言い換えれば、図式
{\displaystyle {\begin{matrix}K\\{}^{\eta _{A}}\!\!\swarrow \quad \searrow \!\!^{\eta _{B}}\\A\quad {\stackrel {f}{\longrightarrow }}\quad B\end{matrix}}}
を可換にする環準同型 f を多元環の準同型と呼ぶのである。

## 構造係数
体上の多元環 A に対し、その双線型な乗法 A × A → A は A の基底元の間の積を求めれば完全に決まる。逆に、A の基底を選んでおいて、その間の積を任意に定めるならば、それを延長して A 上の双線型な演算が一意的に定まり、それは多元環の積の条件を満足する。
従って、与えられた体 K に対する任意の多元環は、同型を除いて、その次元 n と n3-個の構造係数 ci,j,k と呼ばれる特定のスカラーを与えることによって決定される。ここで、構造係数というのは、A 上の乗法を
{\displaystyle e_{i}e_{j}=\sum _{k=1}^{n}c_{i,j,k}\,e_{k}}
なる規則によって完全に決定するものである。ただし、e1, …, en は A の基底とする。構造係数に課される条件は、次元 n が無限大であるときには、この和が（状況に応じて適当な意味で）常に収斂することだけである。
構造係数のいくつか異なる組に対して、同型な多元環が生じ得ることは留意すべきである。
多元環が計量を備えているときには、構造係数の添字は上付きと下付きに書いて、座標変換に対するそれらの変換規則を区別する。具体的には、数理物理において、下付き添字は共変添字で、引き戻しを通じて変換し、他方上付き添字は反変添字で、押し出しのもとで変換するので、このとき構造係数は ci,jk と書かれ、またアインシュタインの縮約記法を用いるなら定義式は
eiej = ci,jk ek
と書くことができる。ベクトルの成分に関する添字記法を用いるならば、これは
(xy)k = ci,jkxiyj
と書くこともできる。
K が単に可換環であって体を成さない場合、同様の過程は A が自由加群であるときに限れば通用する。そうでなくとも、A の乗法は A を生成する集合上の作用が決まるならばやはり完全に決めることができるが、しかしこの場合には構造係数を任意に決めるということはできず、構造係数から同型を除いて多元環を決定するということも可能にはならない。

## 低次元多元環の分類
複素数体上の二次元、三次元、および四次元の単型結合多元環（線型環）はエドゥアルト・シュトゥーディによって、同型を除く完全な分類が知られている。
二次元の多元環は二種類で、何れの多元環も単位元 1 ともう一つの元 a の二つの基底元の複素係数線型結合からなる。単位元の定義から 
{\displaystyle 1\cdot 1=1,\quad 1\cdot a=a,\quad a\cdot 1=a}
は確定しているから、残るは a2 を特定すれば決まり、
1. {\displaystyle a^{2}=1}
2. {\displaystyle a^{2}=0}

の二種である。
三次元の多元環は五種類で、各多元環は単位元 1 とほかに a, b 二つの基底元の複素係数線型結合からなる。単位元の定義を勘案すれば、各々の多元環は以下のように特定できる。
1. {\displaystyle a^{2}=a,\quad b^{2}=b,\quad ab=ba=0}
2. {\displaystyle a^{2}=a,\quad b^{2}=0,\quad ab=ba=0}
3. {\displaystyle a^{2}=b,\quad b^{2}=0,\quad ab=ba=0}
4. {\displaystyle a^{2}=1,\quad b^{2}=0,\quad ab=-ba=b}
5. {\displaystyle a^{2}=0,\quad b^{2}=0,\quad ab=ba=0}

これらのうち四番目は非可換だが、他はみな可換である。

## 注記
1. ↑  Hazewinkel et al. 2004, pp. 2–3.
2. ↑  Schafer 1966, p. 1.
3. ↑  Schafer 1966, p. 11.
4. ↑  Schafer 1966, p. 2.
5. ↑  Schafer 1966.
6. ↑  Study, E. (1890), “Über Systeme complexer Zahlen und ihre Anwendungen in der Theorie der Transformationsgruppen”, Monatshefte für Mathematik und Physik 1 (1):  283–354, doi:10.1007/BF01692479, JFM 22.0387.02